# Ponte Wittelsbach
Il ponte Wittelsbach (in tedesco Wittelsbacherbrücke) è un ponte ad arco sul fiume Isar a Monaco di Baviera; è dedicato alla casa reale bavarese, i Wittelsbach.
Il ponte collega i quartieri Isarvorstadt sulla sinistra del fiume con il quartiere Au a destra del fiume. 
La costruzione odierna risale al 1904 ed è stato realizzato in cemento su progetto dell'architetto Theodor Fischer, che costruì quasi tutti i ponti odierni a Monaco di Baviera.
La statua equestre sul ponte è di Georg Wrba e rappresenta Ottone I di Baviera, il primo duca Wittelsbach della regione bavarese, e quindi il capostipite di tutti i regnanti successivi.

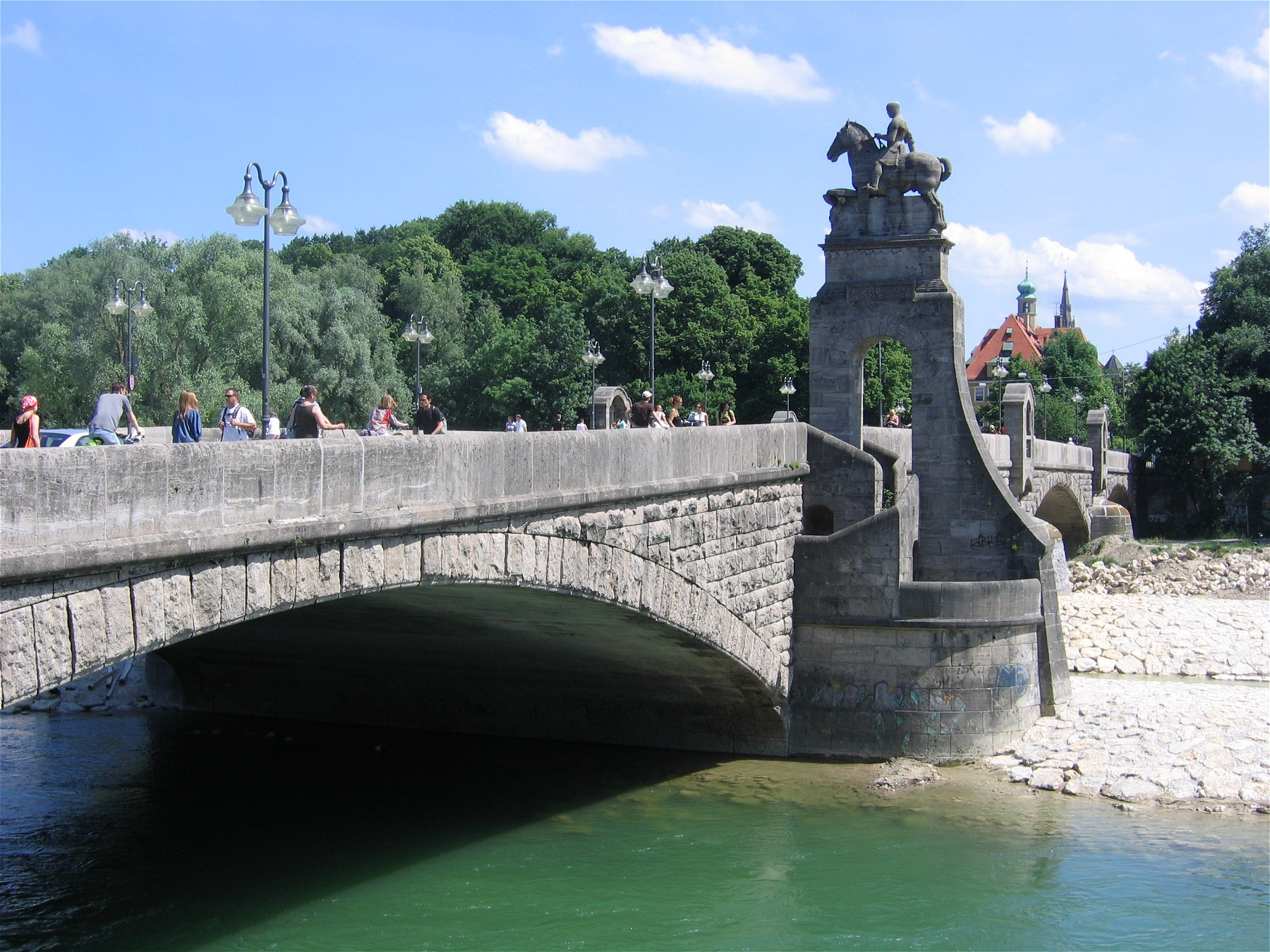
Ponte Wittelsbach vista dalla sponda di ovest
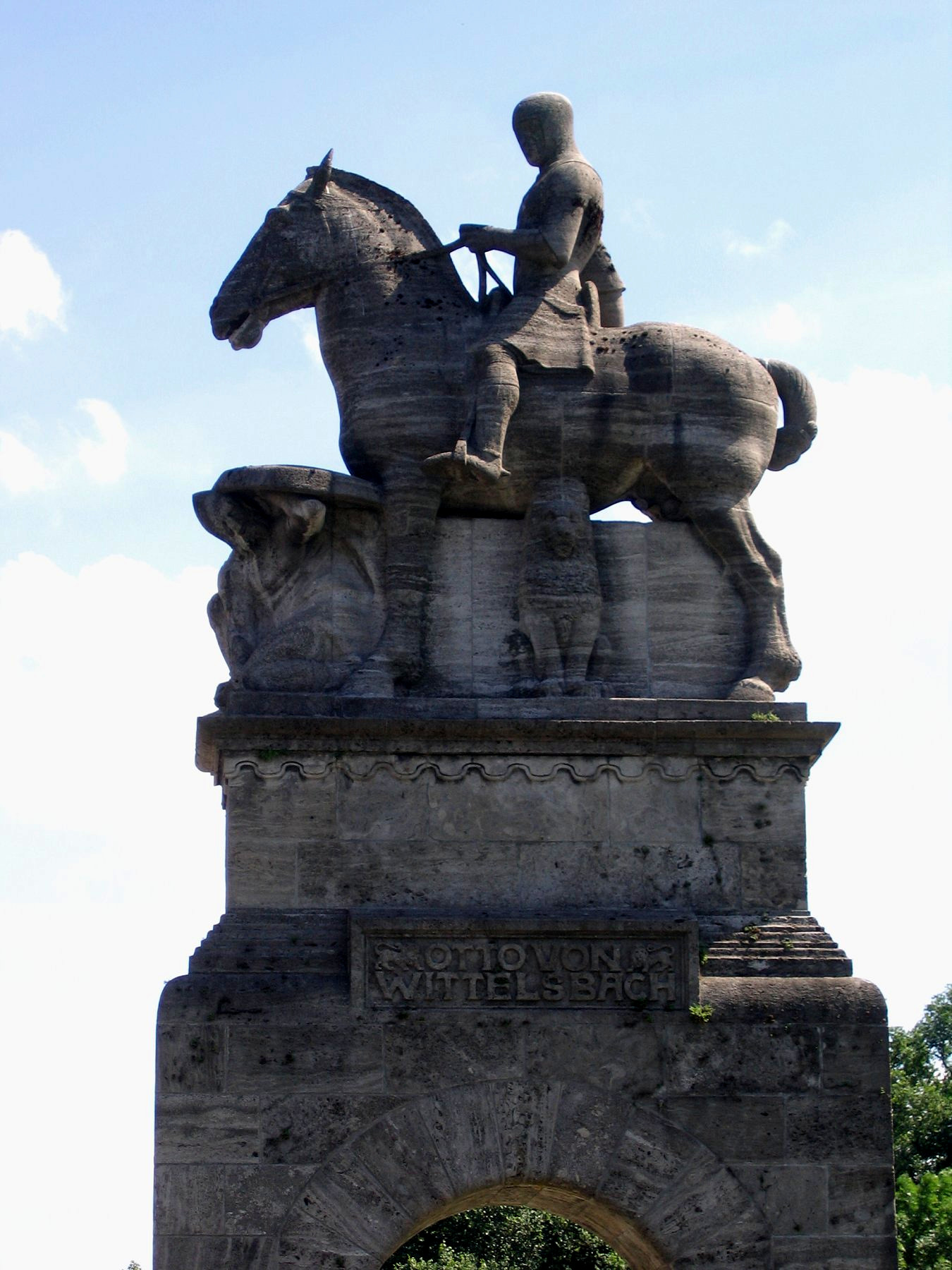
Statua equestre di Ottone I di Baviera, 1905 di Georg Wrba